# Прибиславец
Прибиславец је градић и средиште општине, која обухвата само једно насеље, у Међимурју, Хрватска.
До нове територијалне организације у Хрватској, подручје Прибиславца припадало је великој предратној општини Чаковец. Данас је Прибиславец општина у саставу Међимурске жупаније.

## Становништво
На попису становништва 2011. године, општина, одн. насељено место Прибиславец је имало 3.136 становника.

## Попис1991.
На попису становништва 1991. године, насељено место Прибиславец је имало 2.746 становника, следећег националног састава:
| Попис 1991.‍   | Попис 1991.‍  | Попис 1991.‍ | Попис 1991.‍ | Попис 1991.‍ |
| ------------- | ------------ | ----------- | ----------- | ----------- |
|               |              |             |             |             |
| Хрвати        | Хрвати       |             | 2.357       | 85,83%      |
| Роми          | Роми         |             | 302         | 10,99%      |
| Југословени   | Југословени  |             | 31          | 1,12%       |
| Словенци      | Словенци     |             | 8           | 0,29%       |
| Срби          | Срби         |             | 5           | 0,18%       |
| Црногорци     | Црногорци    |             | 2           | 0,07%       |
| Албанци       | Албанци      |             | 1           | 0,03%       |
| неопредељени  | неопредељени |             | 8           | 0,29%       |
| непознато     | непознато    |             | 32          | 1,16%       |
| укупно: 2.746 |              |             |             |             |